# Parco del Lura
Il parco del Lura è un parco locale di interesse sovracomunale (PLIS) istituito per la tutela e la valorizzazione della valle del torrente Lura nel tratto che da Cassina Rizzardi si estende fino a Lainate. I comuni aderenti al consorzio sono: Bregnano, Cadorago, Caronno Pertusella, Cassina Rizzardi, Cermenate, Garbagnate Milanese, Guanzate, Lainate, Lomazzo, Rovellasca, Rovello Porro e Saronno. La sede operativa si trova a Caslino al Piano in via IV Novembre 9/A, nel comune di Cadorago (CO). 

## Storia
Un torrente, un'area verde vasta circa 1.000 ettari, 9 amministrazioni comunali e un consorzio per il risanamento idrico, sono questi gli ingredienti iniziali del PLIS del Lura. Nel 1975 le nove amministrazioni comunali, si riuniscono in un consorzio di depurazione che realizza 30 km di collettori fognari per raccogliere i reflui delle industrie e dei centri abitati nel depuratore a  Caronno Pertusella. La volontà di creare il Parco nasce negli anni '80 tra gli amministratori impegnati nella realizzazione del progetto di depurazione delle acque. Nei primi anni i comuni si sono attivati per coordinare i loro piani sul tema ambientale, arrivando infine alla perimetrazione del territorio del parco. Il 24 novembre 1995 Regione Lombardia ha riconosciuto ufficialmente il parco del Lura.
Dal 1997 al 2000 il comune di Cadorago ha gestito il PLIS attraverso una convenzione tra i comuni di Bregnano, Cadorago, Caronno Pertusella, Cassina Rizzardi, Cermenate, Guanzate, Lomazzo, Rovellasca e Saronno. All'inizio del 2000 gli stessi comuni hanno costituito il consorzio Parco del Lura e nel maggio dello stesso anno hanno eletto la prima struttura direttiva. Nel 2011 hanno aderito i comuni di Cassina Rizzardi e Lainate. Il comune di Bulgarograsso, entrato nel 2005, ha abbandonato il consorzio nel 2014. Nel 2016 si è infine unito il comune di Garbagnate Milanese.
Negli anni successivi le associazioni e i gruppi di volontari  hanno svolto un ruolo essenziale nella cura e nella conservazione dell'area. Attraverso manifestazioni, eventi, incontri ed escursioni hanno instaurato un contatto diretto e costante tra il parco stesso e i suoi visitatori, con l'obiettivo di combatterne il degrado ambientale e di preservare le valenze paesaggistiche, la flora, la fauna, le cappellette votive e gli antichi cascinali.

## Il territorio del parco
Il parco del Lura attraversa da Nord a Sud l'alta pianura lombarda, fra la bassa comasca briantea, Saronno e la zona nord della Città Metropolitana di Milano. Il parco inizia quasi sempre sul limite esterno dei centri abitati attraversati dal torrente garantendo la tutela ambientale delle aree non urbanizzate. La Valle del Lura, pur non essendo contraddistinta da particolari biotopi, conserva un habitat di discreta qualità complessiva con un paesaggio agro-naturale abbastanza conservato. Il parco comprende un ambiente caratteristico dei pianalti lombardi. I boschi sono formati principalmente da farnie e robinie. Circa metà del parco è coltivata a cereali o coperta da prati.
Il parco del Lura è un lungo nastro verde che scende dal confine svizzero fino alle porte di Milano. La valle inizialmente si presenta ampia e profondamente incisa nella pianura, poi corre sempre più esile fra case, fabbriche e campi seminati. Il consorzio ha lavorato per consentire la percezione del paesaggio vallivo e per una equilibrata fruizione.  
In particolare sono stati realizzati quasi 40 km di percorsi ciclopedonali, suddivisi in tre itinerari: 
- l'itinerario n. 1 corre per 26 chilometri da Nord a Sud  e collega le colline di Bulgarograsso con l'alzaia del Canale Villoresi. Il percorso s'inserisce nella rete strategica regionale e ha un valore internazionale come segmento dell'itinerario "Eurovelo n. 5", chiamato anche via dei Pellegrini e permette di collegare il Nord Europa con Roma.
- l'itinerario n. 2 conduce da Caslino al Piano fino a Cermenate attraversando il torrente Lura al Ponte del Giuseppe nei pressi di Bulgorello.
- l'itinerario n. 3 collega Guanzate con Bulgarograsso attraversando aree agricole e boschive. Il percorso termina al confine di Lurate Caccivio, dove ha inizio il parco Sorgenti del torrente Lura.

Nel parco si contano numerose aree umide:
- Zoca di Buschit - rappresenta l'habitat ideale per rane, rospi e tritoni, in caso di intensi eventi di pioggia, l'acqua raccolta nel bacino  contribuisce ad alimentare la roggia Murella, affluente del torrente  Lura;
- Cascina Locco - punto di confluenza e di spagliamento di alcune rogge che raccolgono  le acque di scolo dei campi;
- Area didattica di Bregnano - vicino ad un laghetto di pesca sportiva il Consorzio ha recuperato un'area umida naturale con la finalità di renderla fruibile non solo ai cittadini, ma soprattutto agli studenti che partecipano al programma di educazione ambientale del Parco;
- Area sperimentale di fitodepurazione - tra Cadorago e Bulgorello, permette la depurazione delle acque del torrente Lura.

Altri punti di interesse sono:
- i prati del Ceppo - un'opera di laminazione idraulica a Lomazzo, trasformata in un'occasione di riqualificazione paesaggistica ed ambientale con prati, laghi, zone umide, rimboschimenti e percorsi di fruizione;
- i boschi del Roccolo - sono i boschi di maggiore pregio del parco, costituiti da farnie, betulle e carpini bianchi, specie tipiche dei boschi originari della pianura lombarda; sono collocati tra Cadorago, Bregnano e Cermenate; su una collinetta coperta di carpini e belle querce, si trova un roccolo a tre piani sovrapposti, utilizzato un tempo per praticare l'uccellagione;
- la collina del Moncielo - accanto ai boschi della cascina Gerbone, è una collina di querce rosse, un tipico esempio di cenosi forestale dei pianalti lombardi, con rilevante presenza di castagno, farnia e pino silvestre; da qui transita l'antica "Strada  "Cavallina", utilizzata nel Medioevo  come collegamento tra il Mendrisiotto e la città di Milano;
- il lago della Rosa Camuna - un bacino artificiale, alimentato dalle acque del Canale Villoresi, realizzato su un'area ex Alfa Romeo a Lainate; una passerella in legno permette di raggiungere il centro del  laghetto a forma di rosa camuna;
- il centro per la Biodiversità - a Lomazzo, un luogo di formazione ambientale a fianco di un grande progetto di laminazione idraulica;
- il laghetto del Rosorè - zona umida didattica ai margini del paese di Bregnano;
- la roggia Livescia - uno dei maggiori affluenti del Lura, fruibile attraverso un sentiero.